# 1991 XE2
1991 XE2 är en asteroid i huvudbältet som upptäcktes den 1 december 1991 av den amerikanske astronomen Henry E. Holt vid Palomarobservatoriet.
Asteroiden har en diameter på ungefär 12 kilometer och den tillhör asteroidgruppen Gefion.